# Henda Swart
Henda Swart, właśc. Hendrika Cornelia Scott Swart (ur. 1939, zmarła w lutym 2016) – południowoafrykańska matematyczka, profesor matematyki na Uniwersytecie KwaZulu-Natal i na Uniwersytecie Kapsztadzkim.

## Kariera
Swart rozpoczęła naukę na Uniwersytecie Natalskim w 1962 roku. Była pierwszą osobą, która uzyskała doktorat z matematyki na Uniwersytecie Stellenboscha. Dokonała tego w 1971 roku swoją rozprawą doktorską na temat geometrii płaszczyzn rzutowych nadzorowaną przez Kurt-Rüdigera Kannenberga. W 1977 r. jej zainteresowania badawcze przeszły z teorii geometrii na teorię grafów, którą zajmowała się do końca swego życia.
Była redaktorką naczelną czasopisma Utilitas Mathematica i wiceprezeską Institute of Combinatorics and its Applications. W 1996 roku została członkinią Królewskiego Towarzystwa RPA.
Ma liczbę Erdősa równą 1.